# الهبة (الرقة)
الهبة قرية سورية تتبع ناحية سلوك في منطقة تل أبيض في محافظة الرقة. بلغ عدد سكانها 546 نسمة في عام 2004 حسب إحصاء المكتب المركزي للإحصاء.